# 吳春晴
吳春晴（1909年—?），福建省南安人，中華民國政治人物。

## 生平
吳春晴生於宣統元年（1909年）。
1935年擔任泉州國民日報社副社長兼編輯。
1948年當選為福建省第3選區立法委員。
1972年5月，蔣中正透過運作讓嚴家淦辭去行政院長，由蔣經國接任；為了安撫立法院，派吳春晴在立法院內稱讚嚴家淦。
1987年2月24日，吳春晴在立法院第79會期中質詢菲籍華僑鄭周敏炒地皮爆發金融風暴，並指出行政院長俞國華出國時曾受其招待，引起俞國華不願答覆。結果吳春晴在盛怒下爆出俞國華於台北市忠孝東路3段234號包養酒家女、「強姦有夫之婦」。引起俞國華刊登啟事否認；此事成為俞國華辭去行政院長的動機之一。
1990年2月23日，立法院通過將於27日院會時全體為二二八事件受難者默哀一分鐘；27日當天吳春晴是惟一拒絕起立的立委。

## 出席立法院會期委員會
- 第１屆第８８會期: 外交委員會
- 第１屆第８７會期: 外交委員會
- 第１屆第８６會期: 外交委員會
- 第１屆第８５會期: 外交委員會
- 第１屆第８４會期: 外交委員會
- 第１屆第８３會期: 外交委員會
- 第１屆第８２會期: 立法委員資格審查委員會
- 第１屆第８２會期: 外交委員會
- 第１屆第８１會期: 外交委員會
- 第１屆第７８會期: 外交委員會
- 第１屆第４０會期: 外交委員會
- 第１屆第３９會期: 外交委員會
- 第１屆第３８會期: 外交委員會
- 第１屆第３７會期: 外交委員會
- 第１屆第３５會期: 外交委員會
- 第１屆第３４會期: 外交委員會
- 第１屆第３３會期: 法制委員會
- 第１屆第３１會期: 外交委員會
- 第１屆第３０會期: 外交委員會
- 第１屆第２９會期: 外交委員會
- 第１屆第２８會期: 外交委員會
- 第１屆第２７會期: 外交委員會
- 第１屆第２６會期: 外交委員會
- 第１屆第２５會期: 外交委員會
- 第１屆第２４會期: 外交委員會
- 第１屆第２３會期: 外交委員會
- 第１屆第２２會期: 外交委員會
- 第１屆第２１會期: 外交委員會
- 第１屆第２０會期: 外交委員會
- 第１屆第１９會期: 外交委員會
- 第１屆第１８會期: 外交委員會
- 第１屆第１７會期: 外交委員會
- 第１屆第１６會期: 外交委員會
- 第１屆第１５會期: 外交委員會
- 第１屆第１４會期: 教育委員會
- 第１屆第１３會期: 外交委員會
- 第１屆第１２會期: 外交委員會
- 第１屆第１１會期: 外交委員會
- 第１屆第１０會期: 僑政委員會
- 第１屆第１０會期: 外交委員會
- 第１屆第９會期: 外交委員會
- 第１屆第９會期: 僑務委員會
- 第１屆第８會期: 外交委員會
- 第１屆第８會期: 僑務委員會
- 第１屆第７會期: 外交委員會
- 第１屆第７會期: 僑務委員會
- 第１屆第６會期: 外交委員會
- 第１屆第６會期: 僑務委員會
- 第１屆第５會期: 外交委員會
- 第１屆第５會期: 僑務委員會
- 第１屆第１會期: 經濟及資源委員會
- 第１屆第１會期: 教育文化委員會
- 第１屆第１會期: 僑務委員會[6]